# 山西街村建筑群
山西街村建筑群，位于山东省泰安市岱岳区大汶口镇。是中华人民共和国山东省省级文物保护单位之一。
2015年6月23日，列入第五批山东省文物保护单位，该文物保护单位分类为古建筑。